# کارآگاه گجت (مجموعه تلویزیونی ۲۰۱۵)
کارآگاه گجت (انگلیسی: Inspector Gadget) یک انیمیشن سریالی کانادایی است که دنباله سریال کاراگاه گجت ۱۹۸۳ محسوب می‌شود. این سریال در ۳ ژانویه ۲۰۱۵ از شبکه بومرنگ فرانسه و در ۳ سپتامبر ۲۰۱۵ از شبکه تالتون کانادا و در ۲۷ مارس ۲۰۱۵ از نتفلیکس آمریکا پخش شد.

## تفاوت‌ها با نسخه ۱۹۸۳
این سریال با نسخه ۱۹۸۳ تغییراتی کرده. از جمله شخصیت تالون که به عنوان برادرزاده دکتر کلاو معرفی شده بود. همچنین کم بودن مدت زمان هر قسمت نسبت به سریال ۱۹۸۳.

## بازخوردها
این سریال توسط منتقدین کوبیده شد و به دلیل وجود شخصیت‌های جدید،و وفادار نبودن به نسخه ۱۹۸۳ و سرسری بودن روند داستانی در هر قسمت مورد انتقاد قرار گرفت. این سریال از سوی سایت بانک اطلاعات اینترنتی فیلم‌ها (IMDB) نمره ۴٫۶ از ۱۰ کسب کرد.